# Вармонтовиці-Сенкевічовські
Вармонтовиці-Сенкевічовські (пол. Warmątowice Sienkiewiczowskie) — село в Польщі, у гміні Кротошиці Леґницького повіту Нижньосілезького воєводства.
Населення — 181 особа (2011).
У 1975-1998 роках село належало до Легницького воєводства.

## Демографія
Демографічна структура станом на 31 березня 2011 року:
|          | Загалом | Допрацездатний вік | Працездатний вік | Постпрацездатний вік |
| -------- | ------- | ------------------ | ---------------- | -------------------- |
| Чоловіки | 81      | 11                 | 65               | 5                    |
| Жінки    | 100     | 25                 | 61               | 14                   |
| Разом    | 181     | 36                 | 126              | 19                   |